# 리베르타드 라마르케
리베르타드 라마르케(스페인어: Libertad Lamarque, 1908년 11월 24일 ~ 2000년 12월 12일)는 아르헨티나계 멕시코인 배우, 가수였다. 본명은 리베르타드 라마르케 보우사(스페인어: Libertad Lamarque Bouza)이다. 아르헨티나, 멕시코 영화계의 황금기를 대표하는 인물 중 한 명이다.
1908년 로사리오에서 태어났다. 이후 7살 때부터 아역배우로 활동하기 시작하다가, 17세부터 음반 녹음을 시작하였다. 이를 통해 그는 배우이자 탱고 가수로 유명해지기 시작했다.
이후 에바 두아르테를 강력하게 비난하기도 했다.
그 후 멕시코로 이주하여 그곳에서 활동했다.
아르헨티나로 돌아가지 않고, 2000년 12월 12일 멕시코에서 92세의 나이로 사망했다.

## 출연 작품
- 아름다운 추억 (1961)
- [[그랑 카지노 [탐피코]]] (1947)